# Babah Tarawally
Babah Tarawally (Kailahun, 1972) is een Sierra Leoons schrijver en journalist.

## Biografie
Tarawally ontvluchtte in 1995 zijn geboorteland vanwege de Sierra Leoonse burgeroorlog en vroeg asiel aan in Nederland. Tijdens de procedure, die zeven jaar duurde, schreef hij zijn debuutroman De god met de blauwe ogen. 
Naast schrijver is Tarawally columnist voor Trouw en geeft hij voorlichting en begeleiding aan nieuwkomers in Nederland.